# Estación de Pizarra
Estación de Pizarra vasútállomás Spanyolországban, Pizarra településen.

## Vasútvonalak
Az állomást az alábbi vasútvonalak érintik:
- Córdoba–Málaga-vasútvonal

## Kapcsolódó állomások
A vasútállomáshoz az alábbi állomások vannak a legközelebb:
- Estación de Aljaima (Estación de Málaga Centro-Alameda, Línea C-2 (Cercanías Málaga))
- Estación de Álora (Estación de Álora, Línea C-2 (Cercanías Málaga))